# 프랑수아 베를레앙
프랑수아 베를레앙(François Berléand, 1952년 4월 22일 ~ )은 프랑스의 배우이다.

## 출연 작품
- 하우 투 비 어 굿 와이프 (2020)
- 썸원 썸웨어 (2019)
- 패밀리 이즈 패밀리 (2018)
- 비키 (2015)
- 친구사이 (2015)
- 골동품상 (2014)
- 60 고잉 온 12 (2013)
- 데드 맨 토킹 (2012)
- 더 스트롤러 스트래터지 (2012)
- 트랜스포터: 시리즈 (2012)
- 해피니스 네버 컴즈 얼론 (2012)
- 에스컬레이드 (2011)
- 휘슬러 (2009)
- 더 콘서트 (2009)
- 캐쉬 (2008)
- 15살 반 (2008)
- 트랜스포터 - 라스트 미션 (2008)
- 둘로 잘린 소녀 (2007)
- 프래절 (2007)
- 순수한 주말 (2007)
- 나는 내가 좋아하는 것을 믿는다 (2007)
- 텔 노 원 (2006)
- 코미디 오브 파워 (2006)
- 카르티에 V.I.P. (2005, Quartier VIP)
- 트랜스포터 - 엑스트림 (2005)
- 나르코 (2004)
- 그랑 롤 (2004)
- 너만을 기다리며 (2004)
- 코러스 (2004)
- 온리 걸스 (2003)
- 나의 우상 (2002)
- 전사의 형제 (2002)
- 적(영어판) (2002)
- 트랜스포터 (2002)
- 아버지 죽이기 (2001)
- 딥 인 더 우드 (2000)
- 배우들 (2000)
- 식스팩 (2000)
- 모두를 위한 하나 (1999, Une pour toutes)
- 배드 컴퍼니 (1999)
- 후퇴 (1999)
- 나의 작은 회사 (1999)
- 로망스 (1999)
- 인 올 이노센스 (1998)
- 방돔 광장 (1998)
- 세상에서 가장 아름다운 나라 (1998, Le Plus Beau Pays du monde)
- 육체의 학교 (1998)
- 세븐스 헤븐 (1997, Le Septième Ciel)
- 프레드 (1997)
- 위선적 영웅 (1996)
- 캡틴 코낭 (1996)
- 라빠 (1995)
- 바이올린 플레이어 (1994)
- 만세 아빠와 엄마가 이혼했다 (1991)
- 밀루의 어떤 5월 (1990)
- 까미유 끌로델 (1988)
- 4월의 살인자 (1987)
- 굿바이 칠드런 (1987)
- 캥거루의 콤플렉스 (1986)
- 완전한 사람 (1985)